# میسورا
میسورا (به ژاپنی: み空 Misora)، به معنای آسمان زیبا، اولین آلبوم خواننده و ترانه‌سرای ژاپنی ساچیکو کاننوبو است که در ۱ سپتامبر ۱۹۷۲ توسط رکوردهای URC (کلوپ ضبط زیرزمینی)  منتشر شد.